# Двигатель Nissan KR
Двигатели Nissan KR — серия трёх- и четырёхцилиндровых полностью алюминиевых бензиновых двигателей внутреннего сгорания с турбонаддувом, разработанных и выпускаемых компанией Nissan.

## KH5T
KH5T является рядным трёхцилиндровым двенадцатиклапанным 1,5-литровым (1461 см3) двигателем с системой непосредственного впрыска топлива, диаметром цилиндра 79,7 мм и ходом поршня 81,1 мм. Мощность составляет 118 кВт (160 л. с.), а крутящий момент — 240 Н·м. Степень сжатия варьируется от 8,0:1 до 14,0:1.

### Устанавливается на
- 2022 Nissan Qashqai e-power

## KR15DDT
KR15DDT впервые был представлен на Nissan X-Trail четвёртого поколения. Его мощность составляет 150 кВт (204 л. с.), а крутящий момент — 305 Н·м.

### Устанавливается на
- 2021 Nissan Rogue/X-Trail/X-Trail e-power (T33)

## KR20DDET
KR20DDET был представлен в 2016 году на Парижском автосалоне на автомобилях Infiniti QX50 и Nissan Altima. Является первым в мире двигателем с переменной степенью сжатия.

### Устанавливается на
- 2017 Infiniti QX50 (J55)
- 2021 Infiniti QX55 (J55)
- 2022 Infiniti QX60 (L51) (Китай)[3]
- 2018 Nissan Altima (L34)